# Sănduleni
Sănduleni è un comune della Romania di 4 479 abitanti, ubicato nel distretto di Bacău, nella regione storica della Moldavia.